# Новини кіноекрана
«Новини кіноекрана» (до 1981 року — «Новини кіноекрану») — український радянський щомісячний критично-публіцистичний ілюстрований журнал про кіно, фактично головне україномовне видання про кіно 1960 —1980-х років.
Журнал вважався органом державного комітету Ради міністрів УРСР по кінематографії та Спілки кінематографістів України. Видавався з 1961 по 1992 рік.
Головними редакторами журналу працювали Василь Сичевський (до 1974), О. Г. Гордій (1976—1993), в редакції працювали Євген Загданський, Іван Миколайчук, Василь Земляк, Тимофій Левчук, Олександр Левада.
Адреса редакції знаходилась за адресою м. Київ, вул. Саксаганського, 6.